# アサン・マイナ

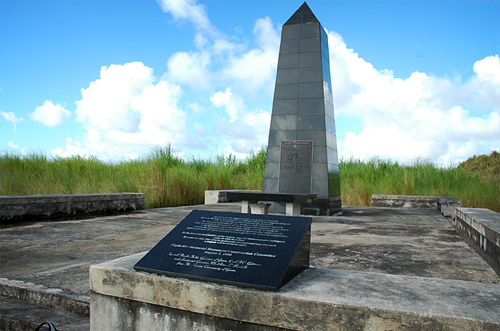
ニミッツヒルの慰霊塔

アサン (英語: Asanチャモロ語: Assan)またはアサン・マイナ (英語: Asan-Mainaチャモロ語: Assan-Ma'ina) はアメリカ合衆国領グアムの西海岸にある村である。アサンとマイナの2つの集落がこの村を構成している。1944年のグアムの戦いではアメリカ海兵隊の主要な上陸地点となった。また、1997年8月6日にはニミッツヒルで大韓航空801便が墜落した 。 この事故の慰霊碑が後に建立された。 太平洋戦争国立歴史公園のアサンビーチがある。